# Jasc Software
Jasc Software est une société créée en 1991 par le pilote d'avion Robert Voit, qui s’intéressait beaucoup à l’informatique.

## Histoire
La société est créée en 1991 par le pilote d'avion Robert Voit.
Jasc Software est racheté en automne 2004 par Corel. À cette époque la société, qui était basée à Eden Prairie, dans l'état du Minnesota, aux États-Unis, comptait 120 employés et avait un chiffre d'affaires de 30 millions de dollars.
En 2007, Corel restructure ses activités et ferme les bureaux d'Eden Prairie.

## La société
JASC est l’acronyme de Jet And Software Company (bien qu'il semble qu'initialement JASC était l'acronyme de Just Another Software Company et qui fut changé car jugé faisant pas très sérieux pour les ventes), résumant ainsi les hobbys de Robert Voit. Kris Tufto est le CEO de Jasc Software depuis 1991.

## Produits
Un des plus grands projets de cette entreprises est le logiciel de traitement d’image Paint Shop Pro, devenu Corel Paint Shop Pro après le rachat de Jasc par Corel.
Jasc avait développé d'autres produits et parmi les plus notables :
- Image Robot ;
- Animation Shop ;
- Media Center Plus ;
- Webdraw ;
- After Shot (dénommé plus tard Photo Album).